# Operações ofensivas
As operações ofensivas, também chamadas de ofensivas militares, são as operações militares executadas pela força que toma a iniciativa de levar a batalha ao inimigo. As suas finalidades variam de época para época, mas são sempre uma acção militar agressiva que visa, em última análise, destruir as forças inimigas. Para além dessa finalidade, podem ser realizadas operações ofensivas para esclarecer a situação, privar o inimigo de recursos, conquistar ou controlar territórios ou pontos do terreno ou até para desviar a atenção do inimigo de outras zonas onde se desenrolam outras acções.
Os tipos de operações ofensivas que encontramos não apenas no campo de batalha actual, mas também ao longo da História, são:
- A marcha para o contacto (ou marcha para o combate);
- O reconhecimento em força;
- O ataque coordenado;
- A exploração do sucesso (ou aproveitamento do êxito);
- A perseguição.

A marcha para o contacto é a operação ofensiva que permite a uma força militar aproximar-se do inimigo e estabelecer o contacto. Normalmente, mas não obrigatoriamente, precede o ataque.
O reconhecimento em força é uma operação de objectivo limitado com a finalidade de pôr à prova o dispositivo, meios, composição e pontos fracos do inimigo e/ou obter outras informações.
O ataque é uma operação ofensiva que deve ser cuidadosamente idealizada, planeada, preparada, executada e continuada. A coordenação exigida entre os meios de manobra (infantaria e cavalaria), apoio de fogos (artilharia) e apoio de combate (engenharia, comunicações) leva a que se refere muitas vezes essa operação como ataque coordenado.
A exploração do sucesso é uma acção desencadeada com a finalidade de colher os melhores resultados possíveis do êxito obtido com o ataque. A sua finalidade é impedir o inimigo de reconstruir uma defesa organizada ou de realizar uma operação retrógrada. É a fase decisiva da manobra ofensiva.
A perseguição é uma acção ofensiva lançada contra uma força inimiga que procura escapar-se. Segue-se, normalmente, à exploração do sucesso, e a sua finalidade primária é completar o aniquilamento da força inimiga.